# Закотянская волость
Закотя́нская во́лость — историческая административно-территориальная единица Старобельского уезда Харьковской губернии с центром в слободе Закотна.
По состоянию на 1885 год состояла из 2 поселений, единой сельской общины. Население — 3496 человек (1824 мужского пола и 1672 — женского), 504 дворовых хозяйства.
|                        | Площадь, десятин | В том числе пахотной, дес. |
| ---------------------- | ---------------- | -------------------------- |
| Сельских общин         | 7123             | 6655                       |
| Частной собственности  | 100              | 40                         |
| Казенной собственности | 758              | 755                        |
| Другой собственности   | 50               | 50                         |
| В целом                | 8031             | 7500                       |

Основное поселение волости по состоянию на 1885 год:
- Закотна — бывшая государственная слобода при реке Айдар в 24 верстах от уездного города, 3450 человек, 498 дворовых хозяйств, православная церковь, школа, 3 лавки, 3 ярмарки в год.

В конце XIX века волость была ликвидирована, территория вошла в состав Песчанской волости.